# Aclonifen
Aclonifen ist ein Wirkstoff zum Pflanzenschutz und eine chemische Verbindung aus der Gruppe der Diphenylether-Herbizide.

## Gewinnung und Darstellung
Aclonifen kann durch Kondensation von 2,3-Dichlor-6-nitroanilin mit Phenol gewonnen werden.

## Verwendung und Zulassungsstatus
Aclonifen wird als Pflanzenschutzmittel verwendet, das als selektives Vorlaufherbizid durch Hemmung der Protoporphyrinogen-Oxidase gegen Gräser und breitblättrige Unkräuter wirkt.
Es ist in Deutschland, Österreich, der Schweiz und vielen anderen europäischen Ländern zugelassen.

## Handelsnamen
Handelsnamen von Präparaten mit dem Wirkstoff Aclonifen sind unter anderen: Bandur, Chanon und Challenge.